# Tambaksari Kidul
Tambaksari Kidul is een bestuurslaag in het regentschap Banyumas van de provincie Midden-Java, Indonesië. Tambaksari Kidul telt 3929 inwoners (volkstelling 2010).